# St. Anna (Frankfurt-Hausen)

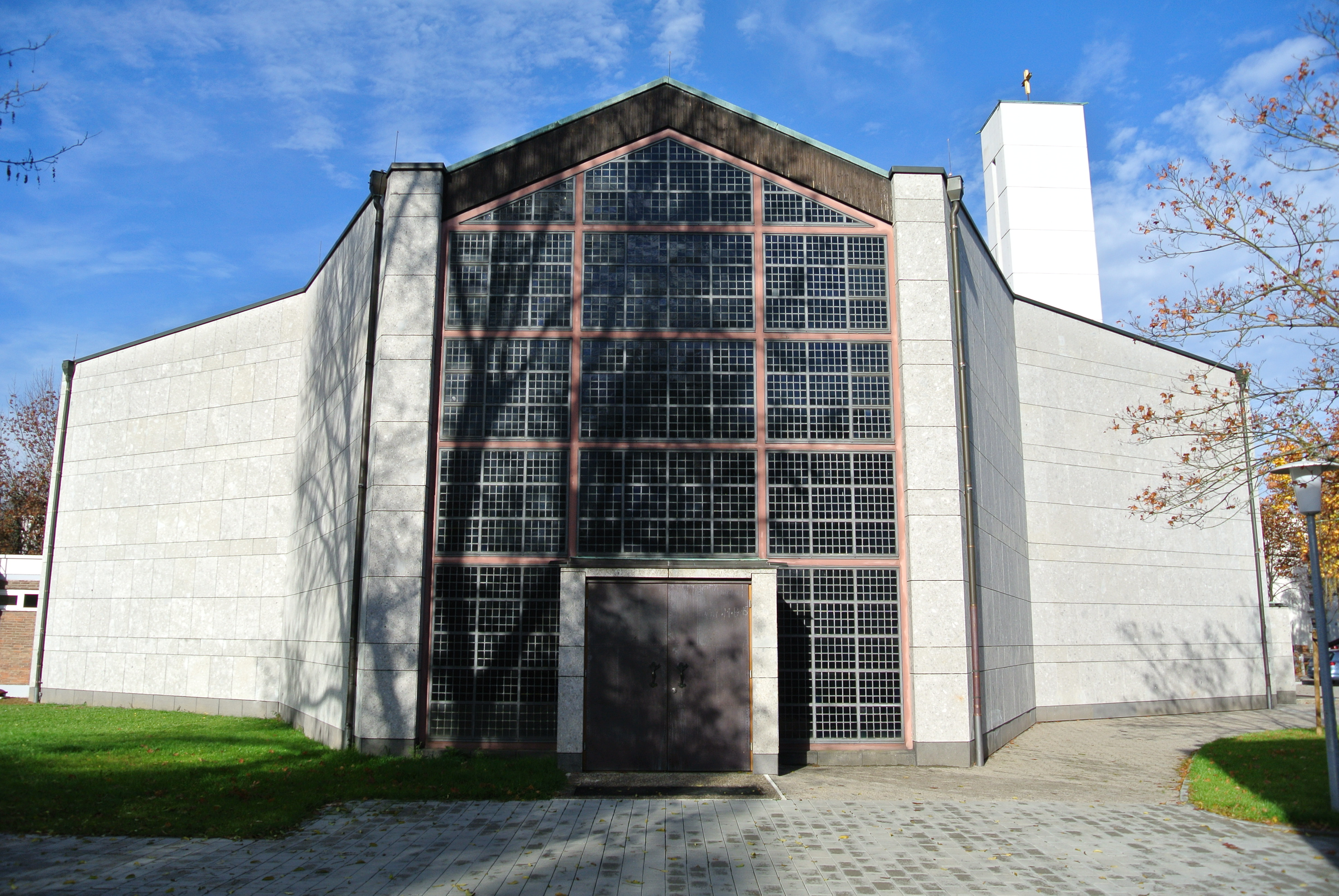
Kirche St. Anna – Südansicht

Die katholische Kirche St. Anna befindet sich im Frankfurter Stadtteil Hausen und ist im Stil der Moderne gestaltet. Seit dem 1. Januar 2017 gehört sie zur Pfarrei Sankt Marien Frankfurt am Main.

## Geschichte
Im Jahr 1897 gründeten katholische Christen den Hausener Katholischen Männerverein mit dem Ziel eine selbständige Gemeinde zu werden. Den ersten katholischen Gottesdienst in Hausen hielt 1901 ein Pfarrvikar. 1902 erwarb das Bistum Limburg ein Grundstück in der Großen Nelkenstraße für den Bau einer Kirche. Sie wurde nach Plänen des Architekten Hans Rummel 1905 als neuromanische Basilika errichtet. Im Zweiten Weltkrieg wurde die Kirche zerstört und danach von dem Architekten Paul Göbbels wiederaufgebaut. Eine eigene Pfarrei wurde 1952 gegründet und bestand bis 2016. 1961 beschloss der Kirchenvorstand den Neubau von St. Anna. Mitte der 1960er Jahre war die alte Kirche baufällig und wurde abgerissen.
Die Architekten Hermann Mäckler und Alois Giefer wurden mit der Planung einer neuen Kirche beauftragt. Die St.-Anna-Kirche wurde etwas weiter südlich in der Straße Am Hohen Weg gebaut und im Mai 1968 fertiggestellt. Der Kirchenbau erfolgte somit nach dem Zweiten Vatikanischen Konzil. Seitdem rückt der Altar im katholischen Kirchenbau stärker in die Mitte des Raums zwischen Priester und Gemeinde. Die Sankt-Anna-Kirche setzt die geänderte Liturgie erkennbar um. 1990 wurden die Außenwände unter Leitung des Architekten Horst F. Meyer energetisch saniert. 1996 erfolgte eine grundlegende Umgestaltung des Innenraums nach Plänen des Architekten Ulrich Hahn.
Seit Mai 2024 wird in der Pfarrei St. Marien über eine kirchliche Immobilienstrategie diskutiert und in diesem Rahmen die Aufgabe der Kirchenstandorte St. Anna und St. Elisabeth  in Betracht gezogen. Begründet wird dies mit dem hohen finanziellen Erhaltungsaufwand und den sinkenden Einnahmen durch Kirchensteuern bei Rückgang der Zahl der Gemeindemitglieder.

## Architektur
Die Sankt-Anna-Kirche liegt am südöstlichen Rand der historischen Ortsmitte von Hausen in einem Wohngebiet der 1960er und 1970er Jahre. Auf dem großen, mit Bäumen bestandenen Grundstück mit der Adresse Am Hohen Weg 19 befinden sich neben dem freistehenden Kirchenbau nebst Glockenturm auch das Gemeindehaus und ein Kindergarten.
Der im Grundriss kreuzförmige, polygonale Kirchenbau ist äußerlich ein nach den vier Himmelsrichtungen ausgerichteter Zentralbau mit vier gleichen Fassadenseiten. Eine kaum wahrnehmbare Ausnahme bildet die eingeschossige Sakristei im rückwärtigen Grundstücksbereich. Der gewählte Gebäudetyp greift die Neuerungen im Kirchenbau seit dem Zweiten Vatikanischen Konzil auf. Im Zentralbau nimmt der Altar der neuen Liturgie folgend nahezu die Gebäudemitte ein. Die Grundfläche der Kirche misst etwa 30 Meter in Ost-West- bzw. Nord-Süd-Richtung. Die Fassaden bestehen aus winkelförmigen Außenwänden, zwischen denen gebäudehohe Glasflächen angeordnet sind, die die Eingänge markieren. Das flach geneigte, gefaltete Zeltdach betont die Gebäudemitte. Es ist mit Kupfer gedeckt, dessen Oberfläche Grünspan angesetzt hat. Die geschlossenen Außenwände bestanden ursprünglich aus Sichtbeton und wurden 1990 mit einem hellen Naturstein verkleidet und damit wärmegedämmt. Sie werden von den dunklen Fensterflächen kontrastiert. Der seitlich angeordnete, etwa 30 Meter hohe Glockenturm aus Beton ist weiß angelegt und schließt mit einem einfachen Kreuz ab.
Betritt man durch das Hauptportal im Osten das Innere der Kirche, befindet man sich zunächst in einem Vorraum, ehe man nach einigen Schritten in den stützenlosen Innenraum gelangt. Auch im Innern ist die Raummitte betont. Das farbige Licht der blauen Glasfenster und Wände aus sichtbaren Ziegelsteinen prägt den Raum und die Belichtung. Der Altar ist als Volksaltar frei stehend nahezu mittig platziert und von fünf Bankblöcken umgeben, die im Halbkreis fächerförmig angeordnet sind. Beides betont den Charakter des Zentralbaus. Dennoch ist der Innenraum nach Westen ausgerichtet. Der dortige, um zwei Stufen erhöhte Altarraum mit einem Kreuz vor einer hellen Wand lenkt den Blick auf sich. Die Wände aus Ziegelsteinen sind durch eine horizontale Bänderung gegliedert. Reihen mit Hochlochziegeln sind so vermauert, dass die Löcher der Steine sichtbar sind. Der Boden besteht aus dunklen Natursteinplatten. Die Decke ist mit Holz verkleidet und lässt die Faltungen des Tragwerks erkennen. An der Wand im Eingangsbereich, die den Vorraum vom Hauptraum trennt, ist die Orgel angebracht.

## Ausstattung
Die großflächigen Buntglasfenster bestehen aus kleinen, quadratischen, unterschiedlich farbigen blauen und weißen Gläsern und erhellen den Raum von drei Seiten. Sie sind ein Werk des Frankfurter Künstlers Georg Heck. Altarblock, Ambo, Sedilien und Taufstein bestehen aus hellem Naturstein. Das Taufbecken im südlichen Kirchenraum hat die Form eines Zylinders. Die rückwärtige Altarwand wurde von dem Künstler Wilhelm Gieß als Triptychon mit Blattgoldauflage gestaltet. Sowohl das Wandrelief Anna selbdritt als auch die Pietà sind ein Werk der Künstlerin Franziska Lenz-Gerharz.

## Fotos

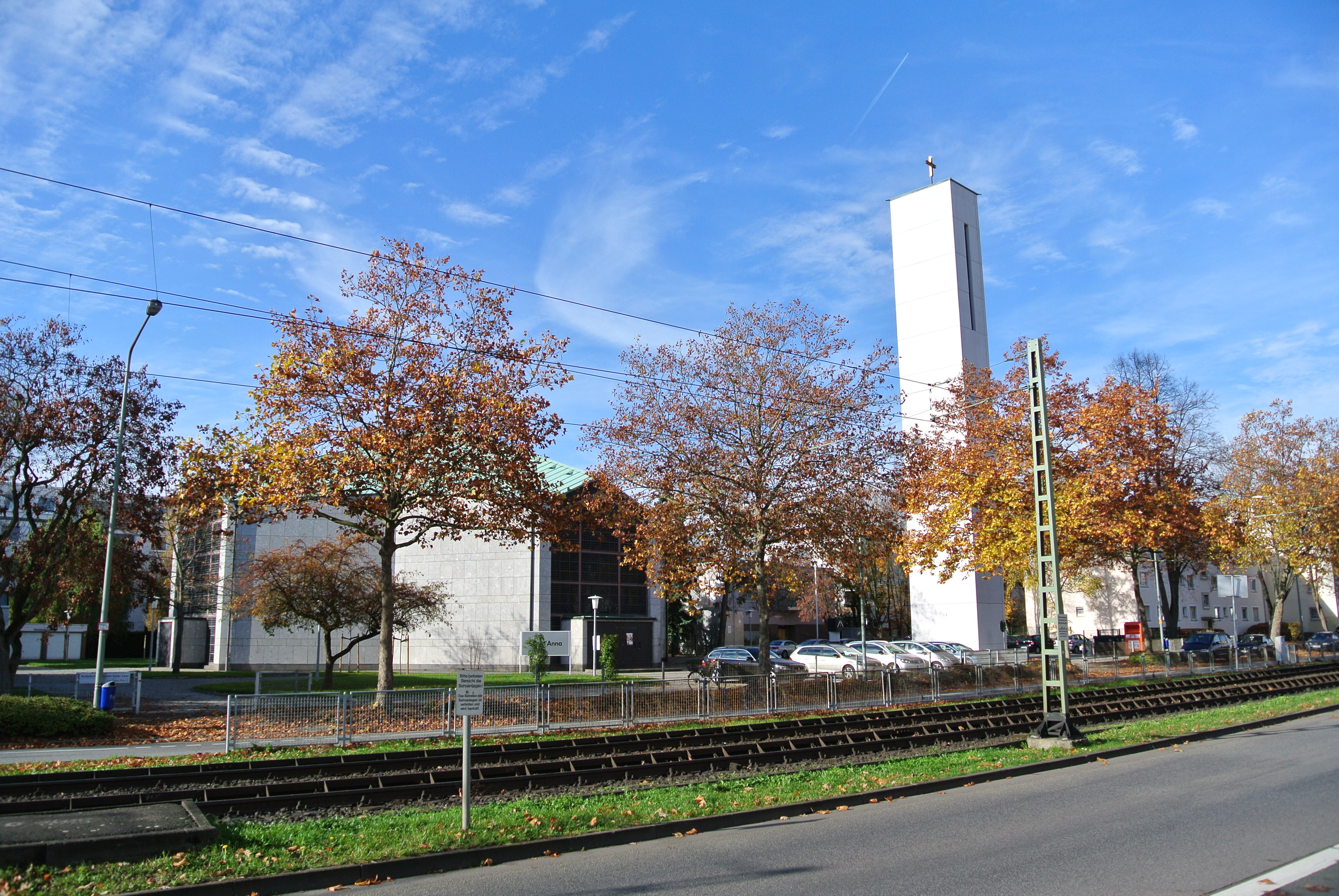
Südostansicht mit Turm
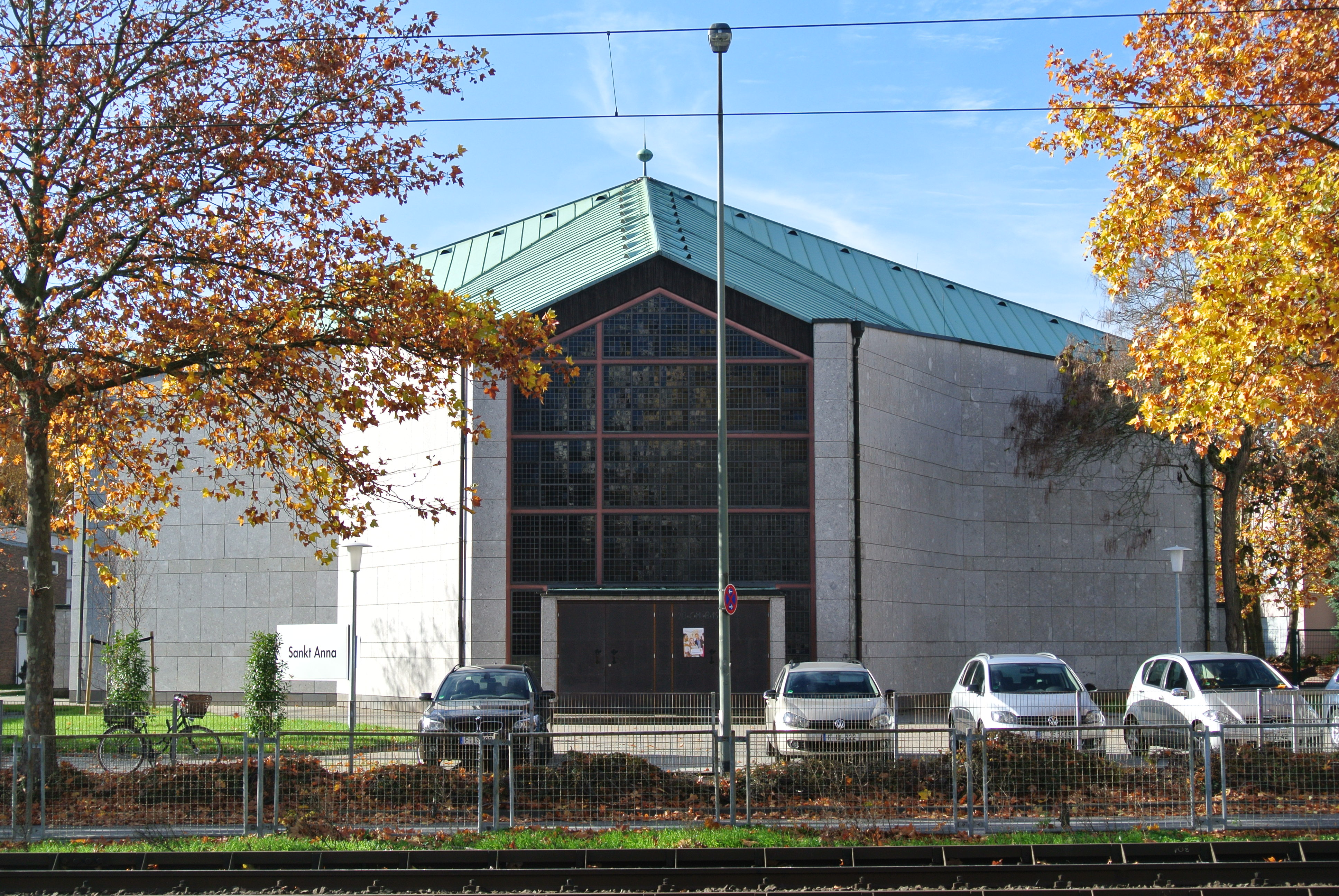
Ostansicht
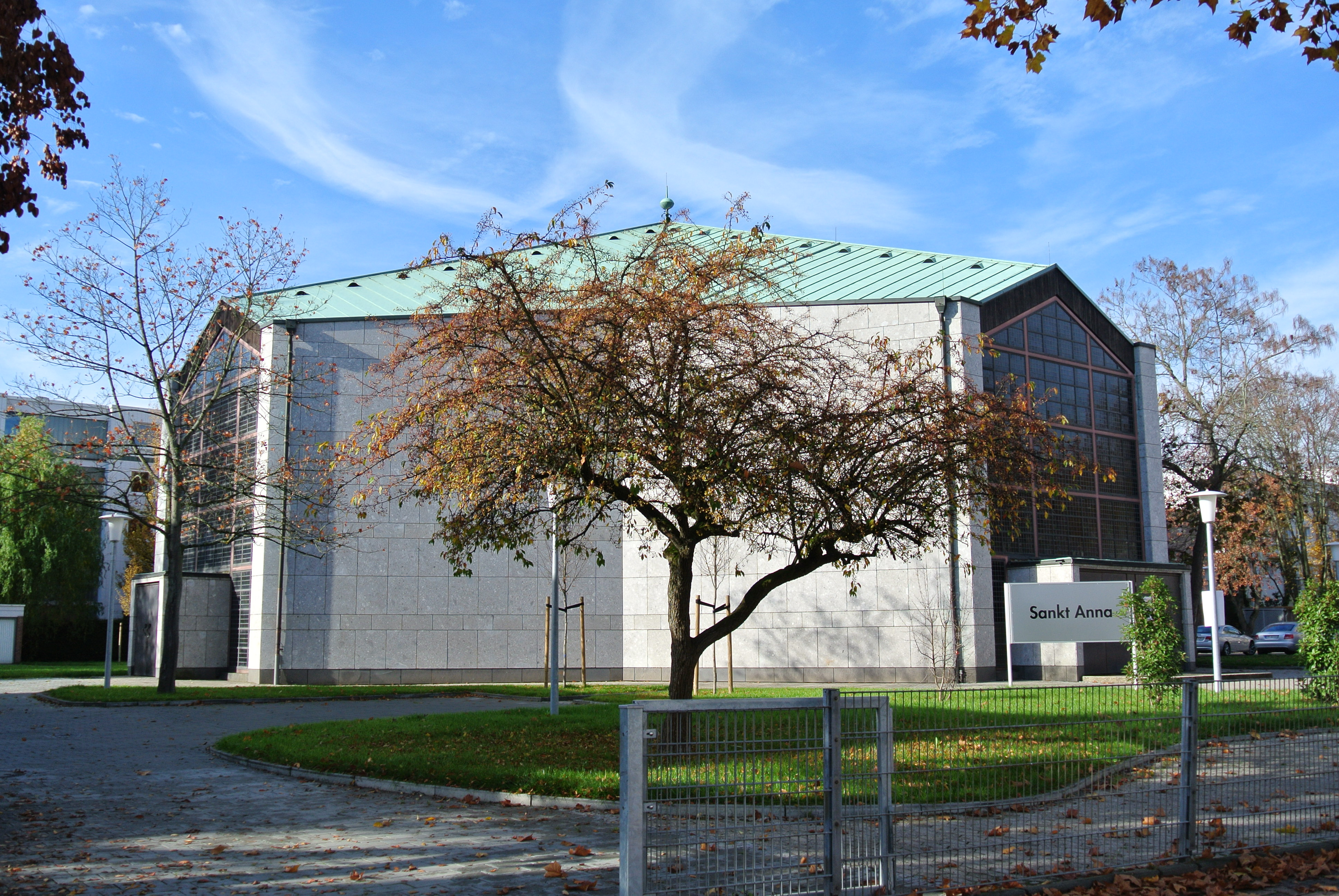
Südost-Ansicht
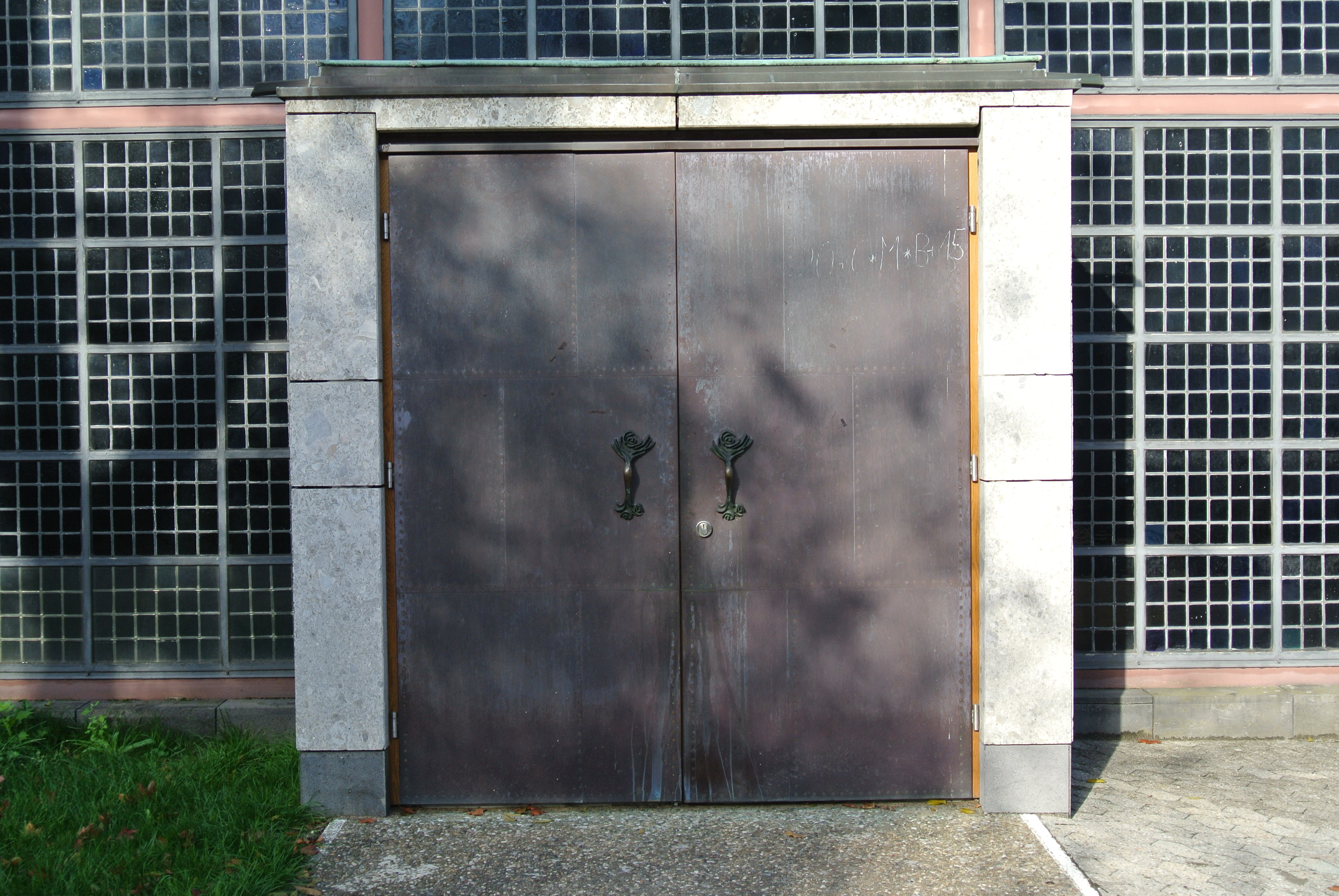
Portal